# السفارة السعودية في السودان
سفارة المملكة العربية السعودية في السودان، هي بعثة دبلوماسية سعودية تقع العاصمة السودانية بورتسودان ويترأس البعثة سفير خادم الحرمين الشريفين علي بن حسن جعفر. العنوان: حي الاقمار فندق الربوة السياحي

## وصلات خارجية
- موقع سفارة المملكة العربية السعودية السعودية في السودان
- وزارة الخارجية السعودية (بالعربية)
- Ministry of Foreign Affairs of Kingdom of Saudi Arabia (بالإنجليزية)